# Gabriele Viertel (fotografka)
Gabriele Viertel (* 1969) je německá výtvarná fotografka a umělkyně žijící v Nizozemsku.

## Životopis
Díla umělkyně byly poprvé publikovány v roce 2013 a rychle si získaly celosvětovou pozornost. Práce nazvané „předefinování podvodní fotografie “ byly publikovány mimo jiné v Sanfranciském muzeu moderního umění, magazínech Vogue Italia nebo Cosmopolitan. Následovala řada ocenění a výstav v galeriích a muzeích v Evropě a USA.
Obrazy fotografky koncepčně hrají s dialogem mezi malířskými a fotografickými médii. Kouzelné, často surrealistické snímky a světelný design jako dramaturgické stylistické vyjadřování jsou charakteristické výrazové prostředky. Ve své fotografické práci se umělecky zabývá výrazem těla.

## Výstavy (výběr)
- 2014: Schellens Fabrik, Eindhoven
- 2014: Art Square Museumplein, Amsterdam
- 2014: Heritage Municipal Museum Málaga
- 2015: Szkéné Theatre, Budapest
- 2016: Berlin Foto Biennale Palazzo Italia
- 2016: NordArt Carlshütte
- 2016: Fort Wayne Museum of Art 'The Nation: Best of Contemporary Photography'
- 2017: Vision De Corps Musee D'Orleans,Le Centre Charles Péguy, Orléans

## Ocenění
- Platinum Award Fine Art
- Juror Merit Award 'Best of Contemporary Photography 2015' Fort Wayne Museum of Art
- Zlatá medaile, Master's Cup IPA 2015 für Herausragende Leistung, Beverly Hills
- Stříbrná medaile, Prix De La Photographie PX3 Paris
- 1. místo Publikumspreis 1 x Photo Awards
- 8 × Honorable Mention Prix De La Photographie PX3 Paris
- 10 × Honorable Mention International Photography Awards, Los Angeles
- Honorable Mention Kontinent Award, Izmir
- 2 × Honorable Mention Fine Art Photography Award
- 4 × Honorable Mention The Gala Awards

## Publikace
- Viertel, Gabriele, 1969-, Waard, E. de. [s.l.]: [s.n.] ISBN 978-90-78670-54-4. Als parelmoer: Gabriele Viertel & Elly de Waard. Haarlem.